# 一坛黄金
《一坛黄金》，古罗马剧作家普劳图斯的喜剧作品。
普劳图斯的代表性作品有：《孪生兄弟》、《凶宅》、《一坛黄金》、《撒谎者》、《吹牛军人》。

## 内容
老人“欧斯洛”无意间得到一坛黄金，如获至宝的他每天忐忑不安，日夜提防别人偷走它，最终金罐还是被人偷走了，老人不甘心，就去寻找失落的金罐，功夫不负有心人，他又找回了金罐，并且把它送给女儿当做嫁妆，这时候老人的心才安稳下来。

## 影响
《一坛黄金》影响了法国剧作家莫里哀，他根据这部作品创作了《悭吝人》（《吝啬鬼》）。